# 45度C天空下
《45℃天空下》（法文名：45°C Main Dans La Main）是2005年的一部臺灣電視劇，公共電視文化事業基金會製作、公視主頻與三立都會台共同播出。本劇是改編自台灣首位外交替代役役男連加恩醫師真實故事的電視劇，也是首部在布吉納法索真實取景長達三個月的台灣電視劇。由於布吉納法索資源貧乏，片中多數當地人為連加恩的西非友人，除男主角林佑威與法國女演員外，多數為素人演員，真實還原連加恩在西非的生活。